# Santa Tecla (Roma)
Santa Tecla é uma capela localizada no interior do Ospedale di Santo Spirito na Via dei Penitenzieri, 13, no rione Borgo de Roma. Dedicada a Santa Tecla, esta igreja é sucessora de uma outra igreja muito mais antiga.

## História
A igreja original era uma das muitas igrejas ligadas aos mosteiros que se aglomeravam à volta da Antiga Basílica de São Pedro no início da Idade Média. As primeiras referências a ela são da época do pontificado do papa João XIX (r. 1024–1032) e do papa Bento IX (r. 1032–1048). Segundo estas fontes, ela ficava em algum ponto do Borgo di Santo Spirito. Mariano Armellini alega que esta última referência a esta instituição como um mosteiro ainda funcional seria durante o pontificado do papa Urbano VIII (r. 1623–1644), mas trata-se certamente de um erro.
A capela moderna é descendente de uma igreja construída em 1592 pelo papa Clemente VIII para uso exclusivo das irmãs que cuidavam dos pacientes do Arcispedale di Santo Spirito in Sassia. Ela ficava num pátio conhecido como Cortile delle Balie e foi erigida por que as antigas instalações para estas irmãs (chamadas nas fontes de moniale ou zitelle mesmo elas não sendo freiras) eram inadequadas. É óbvio que não havia continuidade alguma entre a igreja antiga e esta nova.
Esta igreja foi, por sua vez, substituída pela capela atual, construída como parte do Conservatorio di Santa Tecla em 1675, uma residência exclusiva para as irmãs. A nova capela não ficava no mesmo local que a igreja do século XVI, descrita como ficando "nas imediações" (em italiano:  "prope").

## Descrição
A entrada para o Conservatorio fica logo ao norte da Porta Santo Spirito, do lado leste. Do outro lado da entrada está um pátio trapezoidal e a entrada para a capela fica no canto sudeste. A capela propriamente dita não tem uma identidade arquitetural própria e tem uma planta retangular simples incorporada ao edifício maior.